# Janitzio (película)
Janitzio es una película mexicana estrenada en 1935, dirigida por Carlos Navarro y protagonizada por Emilio Fernández.

## Sinopsis
Zirahuén (Emilio Fernández), un pescador del lago de Pátzcuaro, Michoacán, lucha contra los especuladores que pretenden invadir su área de trabajo. La situación se complica cuando Zirahuén es encarcelado por órdenes de Manuel (Gilberto González), quien desea a Eréndira (María Teresa Orozco), la novia del pescador.

## Reparto
- Emilio Fernández .... Zirahuén
- María Teresa Orozco.... Eréndira
- Gilberto González .... Manuel Moreno
- Felipe de Flores .... Luis
- Max Langler .... Don Pablo
- Adela Valdés .... Tacha

## Comentarios
Esta película ocupa el puesto número 86 entre las 100 mejores películas del Cine Mexicano.